# The Pictures
The Pictures sind eine fünfköpfige britische Pop-Rockband. Bekannt wurden sie durch ihre Teilnahme an der ersten Staffel der Talentshow Must Be the Music des privaten Fernsehsenders Sky1, bei der sie das Finale erreichten.

## Mitglieder
- Johnny Mallet, Leadsänger
- Josh Catling, Schlagzeug
- Max Baillie, Violine
- Harry Peirson, Gitarre
- Luke Fitton, Bass

## Bandgeschichte
Die Mitglieder der Band stammen aus London und Oxford. Gründer der Band ist Johnny Mallet. Vor ihrer Teilnahme an der Show tourte die Band zwei Jahre durch Europa. 